# Gintorowo
Gintorowo – część wsi Straduń w Polsce, położona w województwie wielkopolskim, w powiecie czarnkowsko-trzcianeckim, w gminie Trzcianka. Wchodzi w skład sołectwa Straduń.
W latach 1975–1998 Gintorowo administracyjnie należało do województwa pilskiego.
Występuje również błędny wariant nazewniczy Ginterowo.